# Prägraten am Großvenediger
Prägraten am Großvenediger – gmina w Austrii, w kraju związkowym Tyrol, w powiecie Lienz. Według Austriackiego Urzędu Statystycznego liczyła 1173 mieszkańców (1 stycznia 2015).